# カロライナジャスミン
カロライナジャスミン（学名: Gelsemium sempervirens）は、ゲルセミウム科またはマチン科ゲルセミウム属の常緑つる性低木。種小名は「常緑」を意味する。別名：ゲルセミウム、イエロージャスミン、イブニングトランペット、トランペットフラワー、カロリナソケイ、ニセジャスミン、センペルヴィレンス。
「ジャスミン」という名前がついているが、モクセイ科ソケイ属（Jasminum）のジャスミンとは全く違う種である。

## 形態・生態
葉は対生。
花期は春で、小型でラッパ状の黄色い花を多数咲かせる。一重咲き品種と八重咲きの品種があり、芳香花ではあるが、八重咲き品種の芳香は一重咲きに比べやや弱い。

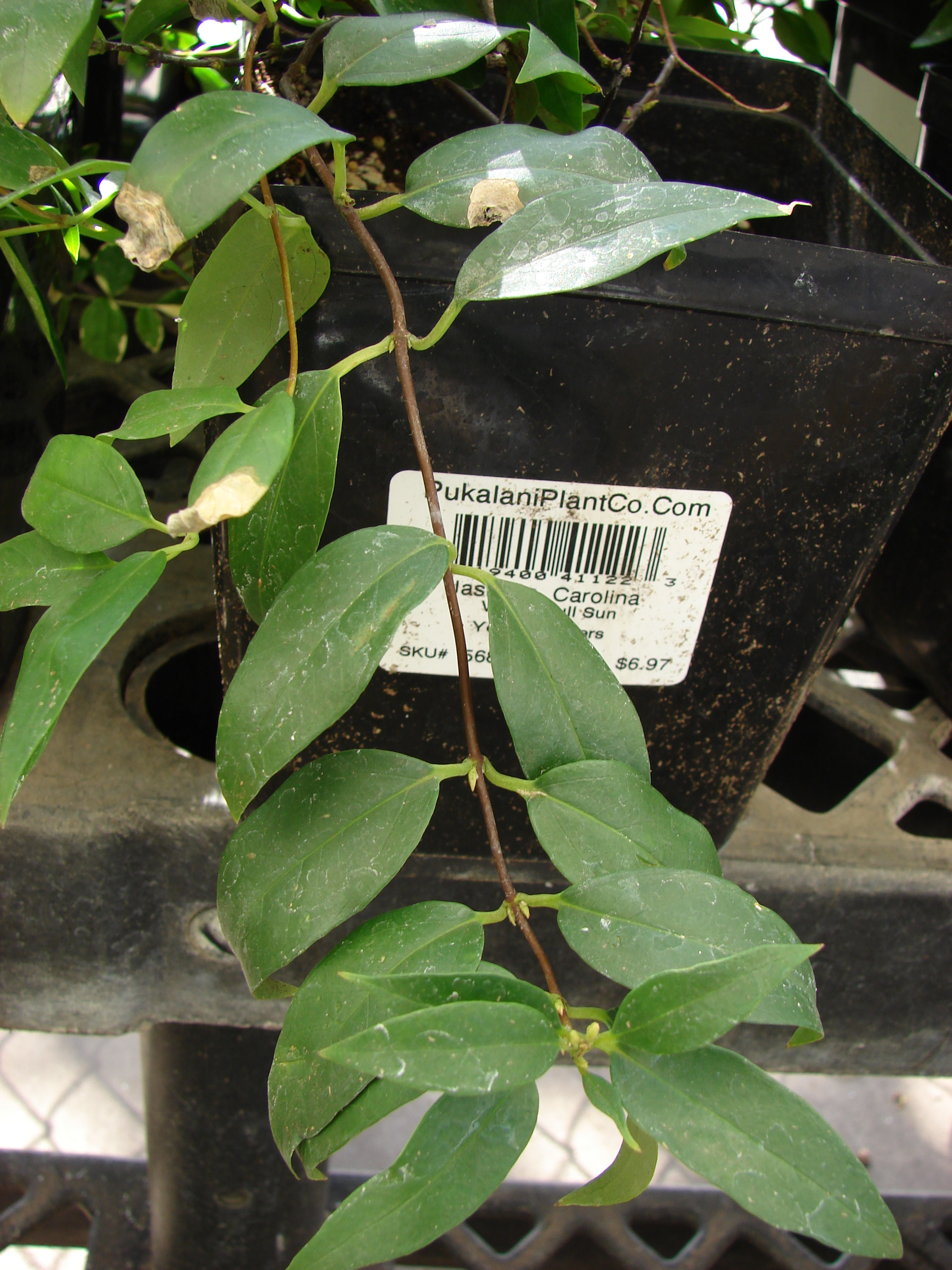
葉
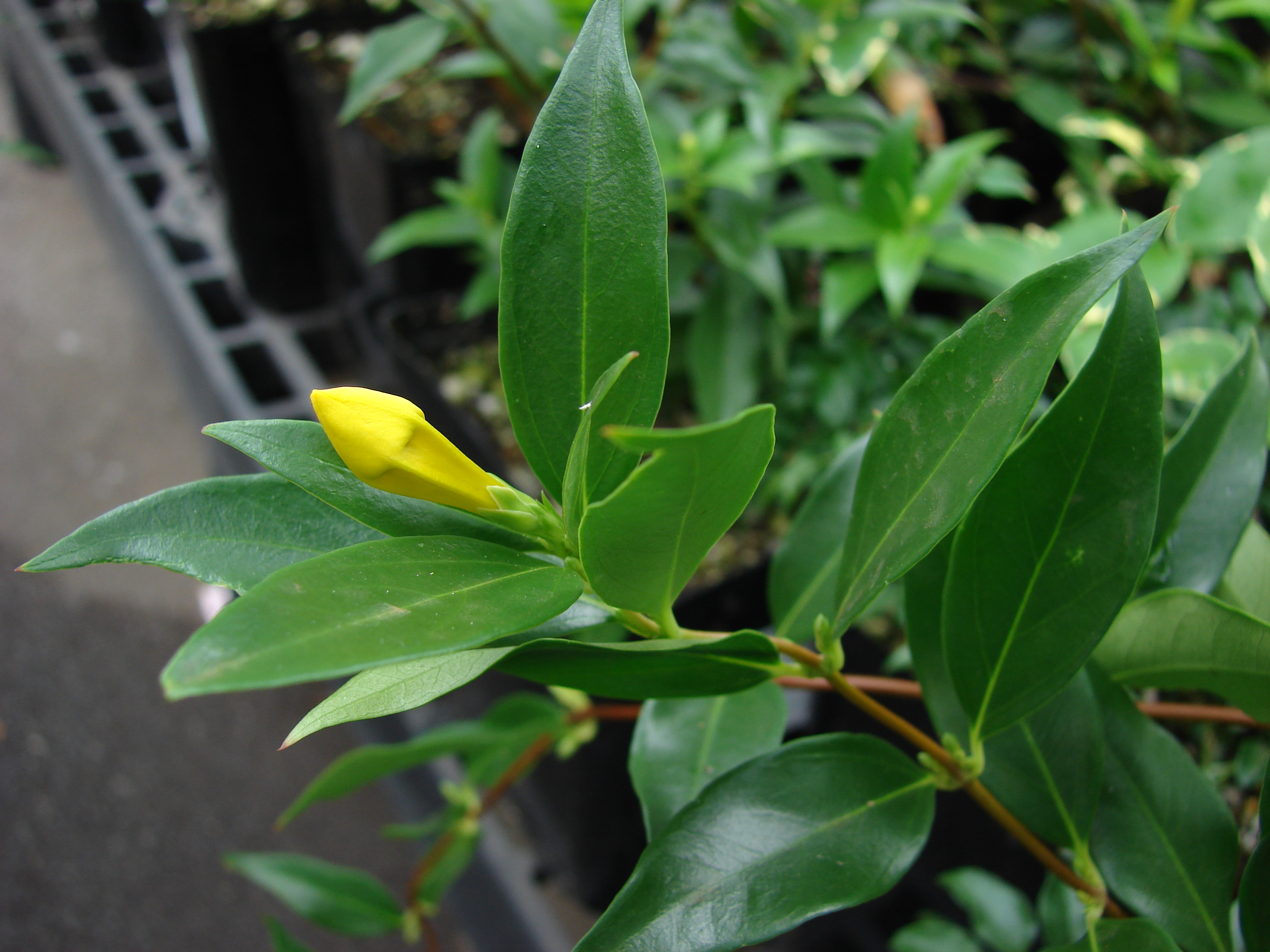
蕾
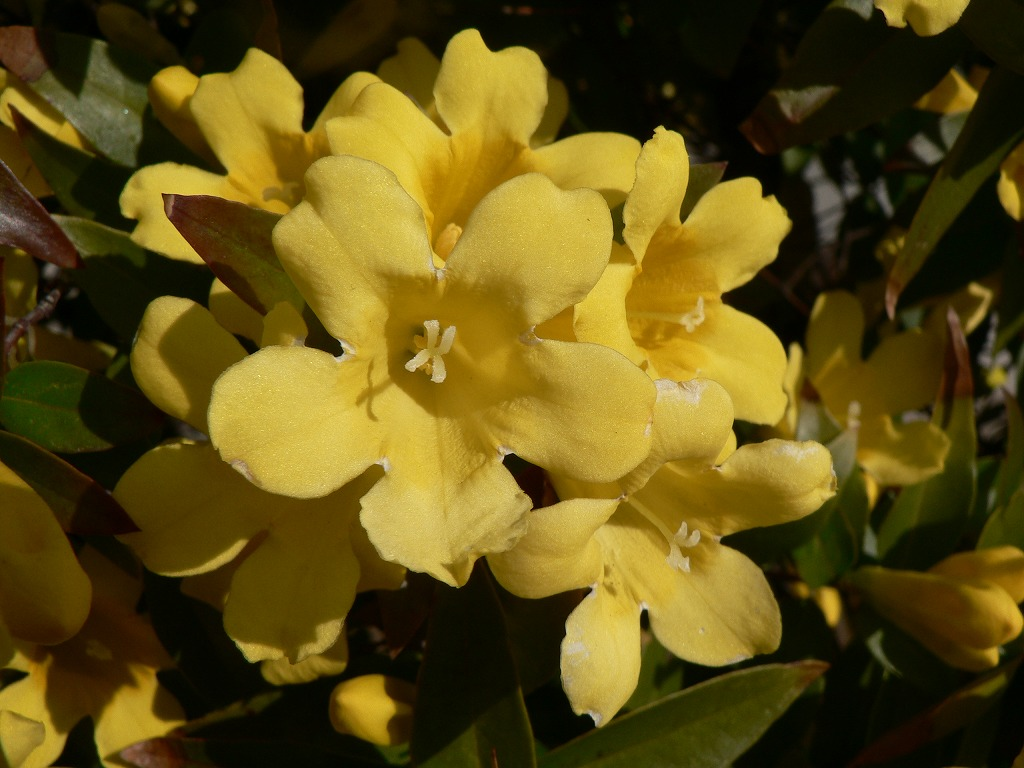
花

## 分布・生育地
北米南部からグアテマラ原産で、日本でも観賞用に栽培される。

## 人間との関わり
近年では、道路の街路樹の他、公園や遊歩道などにもよく植樹されている。サウスカロライナ州の州花になっている。
かつては、アメリカでは、医薬品として用いられていた。抗ガン作用、血圧を下げる、片頭痛治療、神経痛、喘息、リウマチ、消化不良に薬効があると言われる。現在は殆ど用いられていない。

### 毒性
全草にゲルセミシン、ゲルセミン、センペルビリンなどの有毒成分を含む有毒植物である（特に、根茎にシクトキシンを含む）。脈拍増加、呼吸麻痺、中枢神経刺激作用、血圧降下、心機能障害の症状。ジャスミンティーとしてカロライナジャスミンの花に湯を注いだものを飲み、中毒した事例があるが、一般的な栽培で、根に触れたり、剪定を行うなどによって中毒を起こすことはない。
リンドウ科、キョウチクトウ科、マチン科に属する植物の多くは有毒植物であり、それらは強い痙攣や呼吸困難などの中毒を呈し、摂取量によっては死に至ることもある。カロライナジャスミンの別名「ゲルセミウム」は、同じゲルセミウム属で、かつては矢毒にも用いられたゲルセミウム・エレガンスと花色、花形がよく似ており、同じ花種と間違われやすい。カロライナジャスミンは、ゲルセミウム・エレガンスほどの強い猛毒性はない。

## 注と出典
1. ↑  米倉浩司・梶田忠 (2003-). “Gelsemium sempervirens (L.) W.T.Aiton”. BG Plants 和名−学名インデックス（YList）. 2016年4月18日閲覧。